# 道の駅庄内みかわ

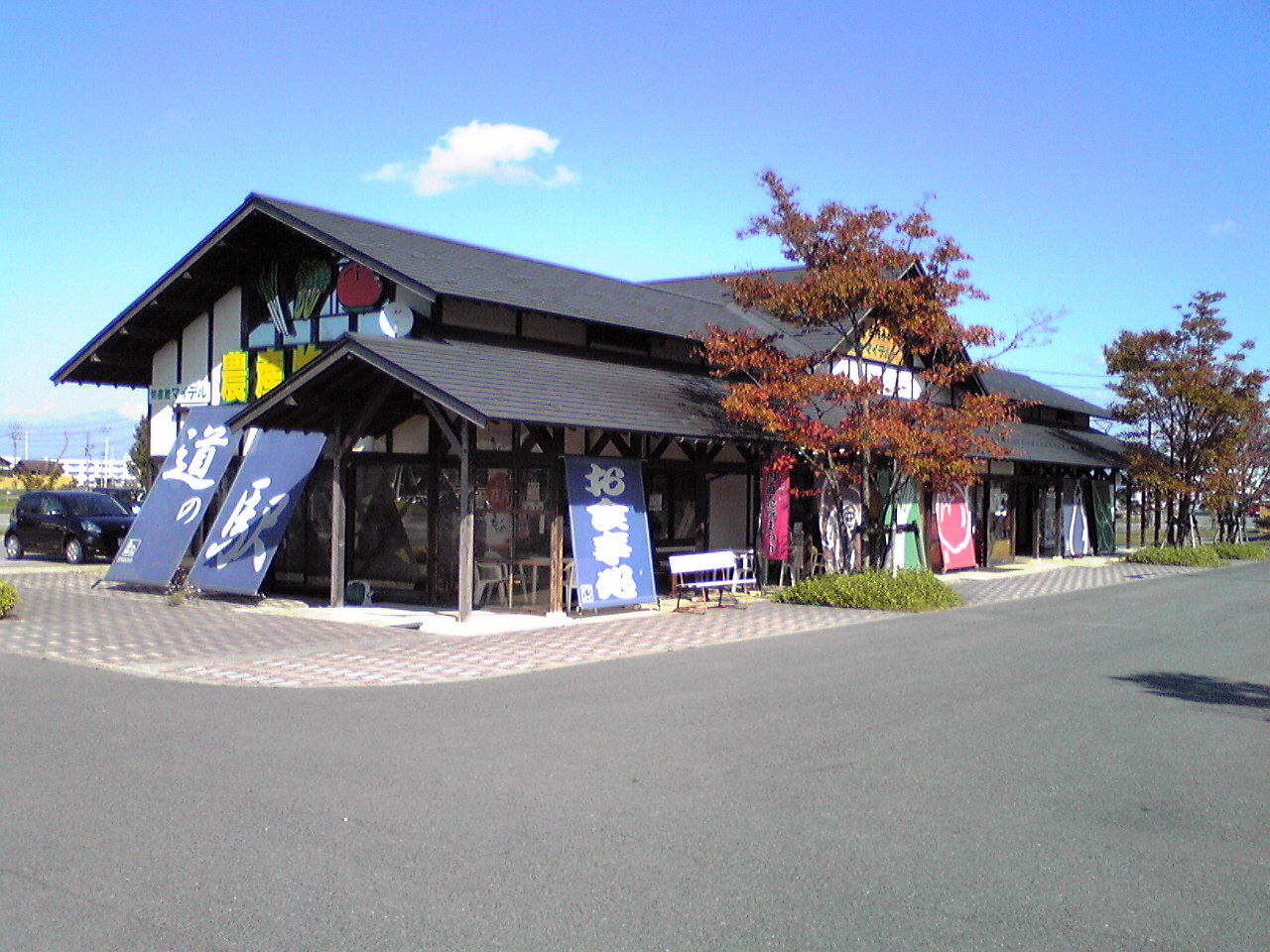
農村文化交流館「マイデル」

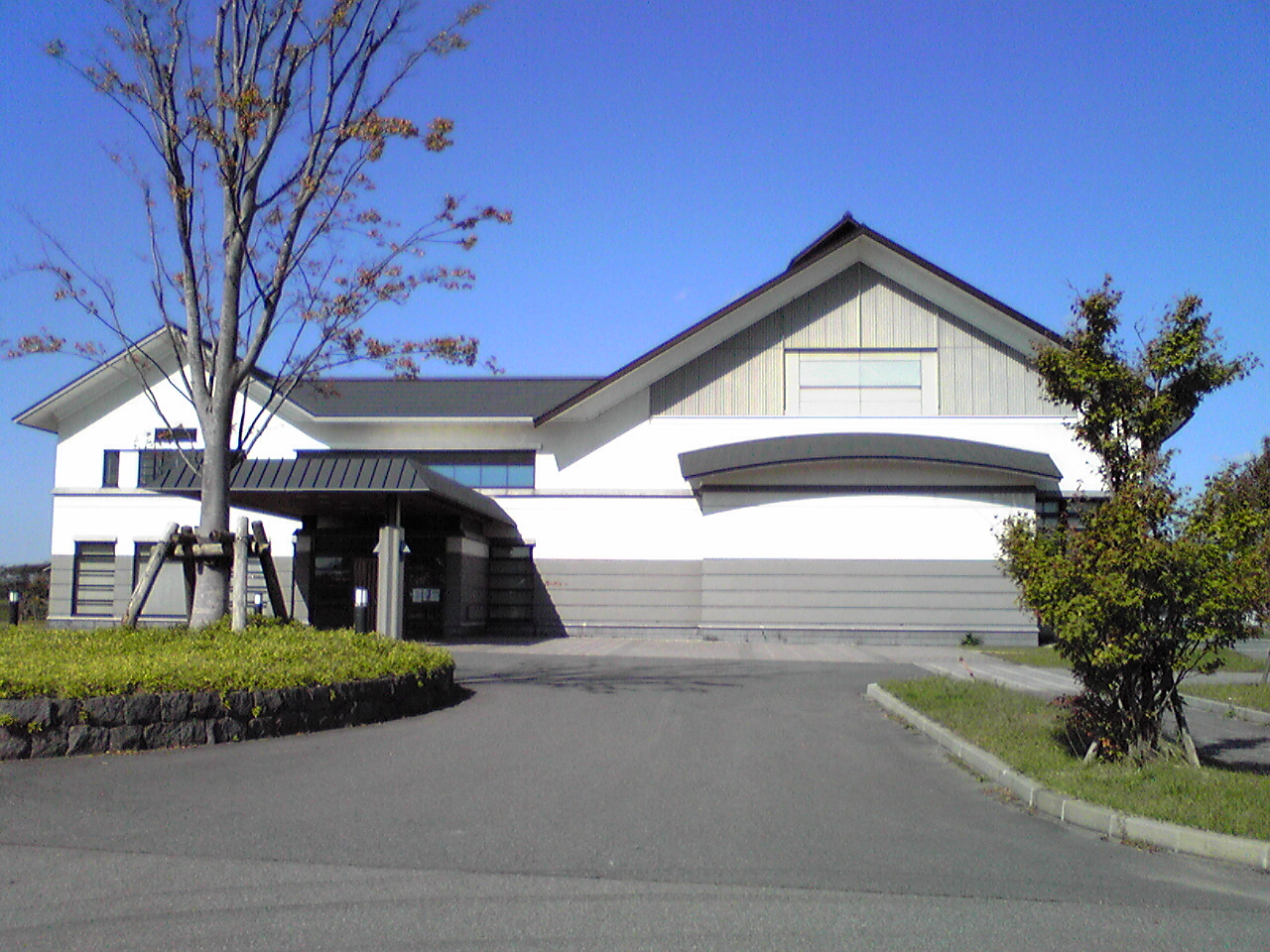
なの花ホール

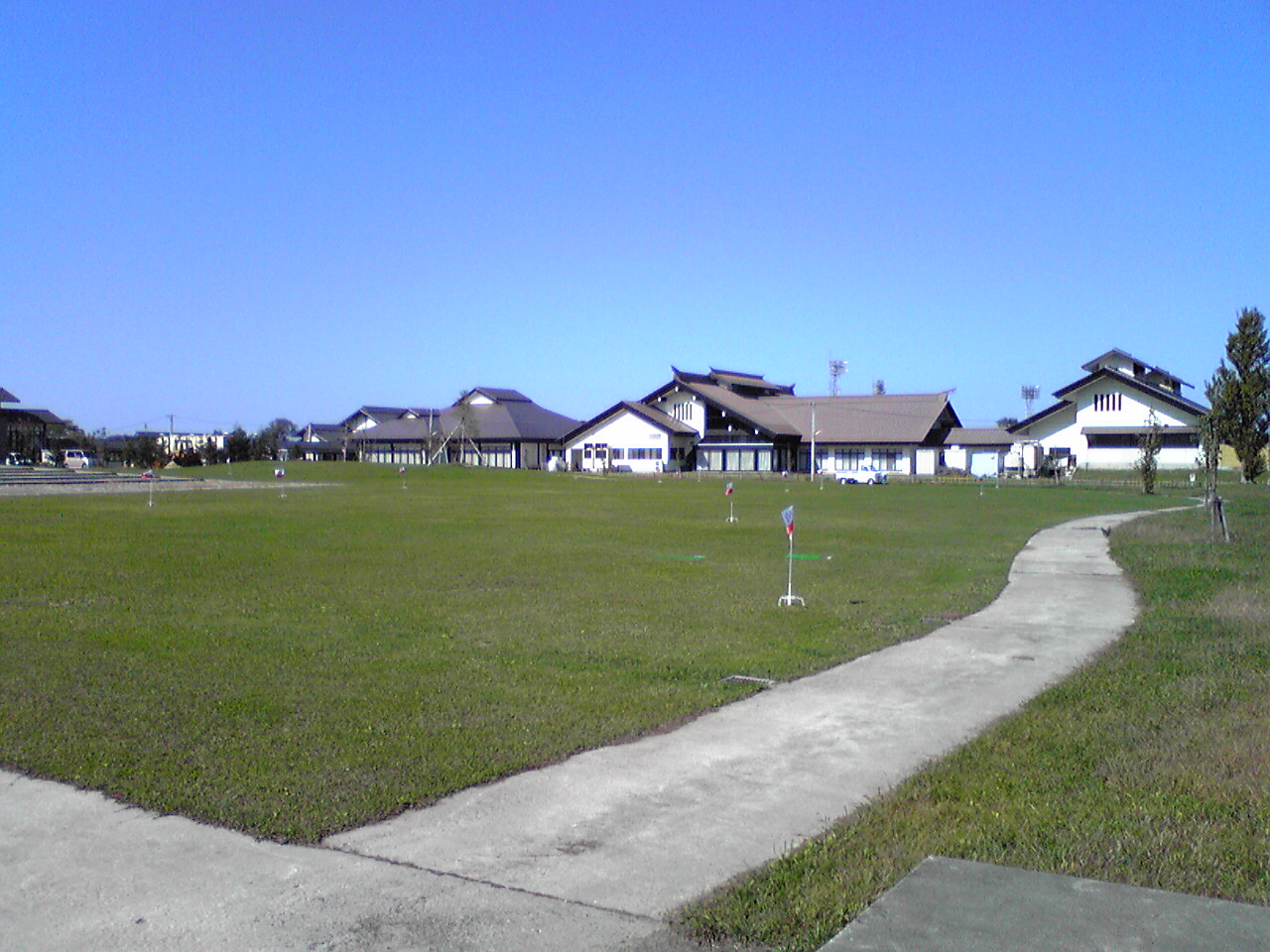
宿泊施設「田田の宿」

道の駅庄内みかわ（みちのえき しょうないみかわ）は、山形県東田川郡三川町にある山形県道333号鶴岡広野線の道の駅である。愛称はいろり火の里（いろりびのさと）。

## 施設
- 駐車場
  - 普通車：430台
  - 大型車：22台
  - 身障者用：10台
- トイレ （身障者のみ24時間利用可能）
  - 男：小 9器
  - 女：5器
  - 身障者用：1器
- 公衆電話：1台
- 物産館 - 農村文化交流館「マイデル」
  - 農産物直売所

道路情報案内施設
- 文化館 - なの花ホール
多目的ホール
レストラン（13:30 - 14:00・17:00 - 20:00）
- 温泉施設 - なの花温泉「田田」（6:00 - 22:00）
- 宿泊施設「田田の宿」
- 子供広場等緑地
- スーパーマーケット
- コインランドリー（スーパーマーケット内）

## 休館日
- 田田：第3水曜日
- マイデル：第2・4火曜日

## アクセス
- 山形県道333号鶴岡広野線[1]
  - 山形県道50号藤島由良線
  - 国道7号